# Risposta alla domanda fondamentale sulla vita, l'universo e tutto quanto
La risposta alla domanda fondamentale sulla vita, l'universo e tutto quanto è un concetto espresso nella serie di romanzi di fantascienza umoristica di Douglas Adams, Guida galattica per gli autostoppisti. In queste storie, per cercare la risposta, viene costruito un supercomputer chiamato Pensiero Profondo che, dopo un'elaborazione durata sette milioni e mezzo di anni, fornisce come responso "42".

## Storia

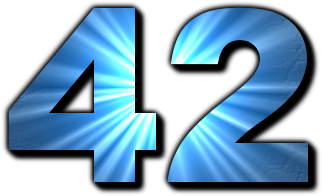
La risposta alla domanda fondamentale sulla vita, l'universo e tutto quanto

Un gruppo di scienziati, i cui componenti sono in realtà la proiezione pandimensionale di una razza di esseri super-intelligenti esistenti su un piano dimensionale superiore, costruisce Pensiero Profondo, il secondo più grande computer di tutti i tempi e di tutti gli spazi, per ottenere la risposta alla "Domanda Fondamentale sulla Vita, sull'Universo e Tutto quanto". Dopo un'elaborazione durata sette milioni e mezzo di anni, il computer fornisce come responso unicamente «42», lasciando prima smarriti e immediatamente poi sbigottiti i committenti dell'impresa:
Il computer informa quindi i ricercatori che progetterà per loro un secondo computer, più grande di sé stesso, incorporando entità viventi come parti della sua matrice computazionale, affinché quest'ultimo possa calcolare e dire loro quale sia la Domanda. Questo nuovo computer viene chiamato "Terra" ed è, secondo il libro, il nostro pianeta.
Pochi minuti prima della pubblicazione del risultato però, i Vogon distruggono il computer, ossia la Terra, per creare un'autostrada iperspaziale (più tardi nella serie, si scoprirà che i Vogon sono stati assunti per distruggere la Terra da un consorzio di filosofi e psichiatri che temevano di perdere il lavoro qualora il significato della vita fosse divenuto di pubblico dominio).
Poiché sono già prenotati per un giro di apparizioni nei talk show per rivelare la "Domanda", gli scienziati hanno assoluto bisogno di scoprirne il contenuto. Durante un incontro sul pianeta Magrathea con Arthur Dent (ultimo umano ad aver lasciato la Terra prima della sua distruzione, e quindi la parte della matrice che più probabilmente contiene il risultato della ricerca), Frankie e Benjy rivelano un piano per estrarre la "Domanda" dal cervello di Arthur. Dato che questo significa rimuovere e sezionare il suo cervello, Arthur non approva il piano e riesce a scappare.
Senza possedere un vero risultato, gli scienziati propongono di usare il verso «How many roads must a man walk down?» (che apre la canzone Blowin' in the Wind di Bob Dylan e che significa «Quante strade deve percorrere un uomo?») come "Domanda" da rendere pubblica nei talk-show (ma solo dopo aver respinto la domanda «Che cos'è giallo e pericoloso?»).
Alla fine del libro Il ristorante al termine dell'Universo (secondo volume della Guida galattica per gli autostoppisti), Arthur Dent tenta di scoprire la Domanda estraendola dal suo subconscio, prendendo a caso da un sacchetto lettere del gioco dello Scarabeo; il risultato è la frase: «Cosa ottieni se moltiplichi sei per nove? Quarantadue.». Nella prima versione radiofonica della storia, Arthur commenta così tale virtuale domanda fondamentale: «Ho sempre detto che c'era qualcosa di fondamentalmente sbagliato nell'universo».
All'inizio del quarto libro però, Arthur torna sulla Terra in un universo parallelo, e incontra Fenchurch, ragazza di cui si innamora immediatamente. Questa ragazza, concepita dai suoi genitori mentre erano in coda per prendere il biglietto alla stazione di Fenchurch, aveva capito, proprio prima che la Terra fosse distrutta dai Vogon, il modo di rendere l'intero Universo felice: aveva trovato la domanda. Sfortunatamente, questo elemento del supercomputer Terra è stato mentalmente danneggiato dalla sostituzione della Terra, e perciò Fenny (soprannome di Fenchurch) non si ricorda assolutamente la domanda. Però si innamora di Arthur, che si scopre aver acquisito gli strani poteri telepatici del suo amico Ford Prefect (un extraterrestre ricercatore per la Guida).

## La spiegazione di Adams
Il 3 novembre 1993, a più di dieci anni dalla pubblicazione della Guida, Adams diede la seguente risposta, riguardo alla scelta del numero quarantadue, sul newsgroup alt.fan.douglas-adams:
(Douglas Adams, 2 novembre 1993)

## Influenze culturali
- Il manifesto della missione NASA/ESA/Roscosmos Expedition 42 richiama la locandina del film del 2005 ispirato alle opere di Adams.[6] Alla spedizione ha preso parte l'astronauta italiana Samantha Cristoforetti, impegnata sulla Stazione spaziale internazionale, che ha intitolato Avamposto42 il suo blog divulgativo, che ha scopo di aggiornare il pubblico generale sull'andamento della missione.
- Nel mondo della musica, l'opera di Adams è stata fonte d'ispirazione per il nome di una popolare band funky britannica degli anni ottanta, i Level 42. Anche l'album Viva la vida or Death and All His Friends del gruppo alternative rock britannico Coldplay include un brano intitolato 42, omaggio alla Guida Galattica per gli autostoppisti.
- La calcolatrice della versione inglese del motore di ricerca Google conosce la risposta alla domanda sulla vita, l'universo e tutto quanto: basta chiederle "the answer to life, the universe and everything"[7]
- Il numero preferito di Amazon Alexa è 42.
- Anche nel motore di ricerca Wolfram Alpha inserendo "the answer to life, the universe and everything" si ottiene 42.
- In iOS a volte l'assistente digitale Siri risponde "42" alla domanda "qual è il senso della vita?". Accade lo stesso ripetendo la domanda all'Assistente Google.
- La puntata finale della serie animata Buzz Lightyear da Comando Stellare si intitola "42".
- Nel film Marvel Guardiani della Galassia Vol. 2, il numero 42 appare all'interno dei titoli di coda, trasformandosi, poi, in una costellazione.
- Sulla StarShip SN8 creata dalla SpaceX e lanciata il giorno 9 dicembre del 2020, era inciso il numero 42 su uno dei motori[8].
- Nella fase spazio del videogioco Spore, recandosi al centro della galassia(nel nucleo galattico) otterremo un obbiettivo chiamato 42 avente il logo di una galassia con il numero 42 al centro e riceveremo uno strumento chiamato Bastone della Vita utilizzabile per 42 volte.[9][10]